# Sistema Integrat d'Interceptació de Telecomunicacions
El Sistema Integrat d'Interceptació de Telecomunicacions (SITEL) és un programa informàtic d'interceptació de telecomunicacions gestionat pel Ministeri de l'Interior de l'Estat espanyol. És utilitzat per la Policia espanyola, la Guàrdia Civil i el Centre Nacional d'Intel·ligència.

## Creació i desenvolupament
SITEL va ser encarregat pel Ministeri de l'Interior espanyol el 24 d'octubre de 2001. L'aleshores ministre de l'interior, Mariano Rajoy, va anunciar una dotació pressupostària de 300.000.000 de pessetes (1.803.030 euros) per a SITEL i va firmar en representació del programa. Les seves especificacions tècniques van ser decidides, per tant, pel govern del Partit Popular d'aleshores.
El projecte es va encomanar a l'empresa danesa ETI A/S, especialitzada en solucions informàtiques i de telecomunicacions per a forces policials. El preu acordat va ser de 9.825.975 € i el contracte original incloïa la data del 31 de març de 2003 com a termini per al lliurament. Aquest termini, però, va ser allargat per dos ajornaments successius, primer fins al 30 de setembre de 2003 i després fins al 30 de novembre de 2003. La raó d'aquests retards va ser que els operadors de xarxa no havien instal·lat els sistemes corresponents d'interceptació. Ambdós ajornaments van ser signats per l'aleshores subsecretària del Ministeri de l'Interior, María Dolores de Cospedal.
Fonts de la Guàrdia Civil citades pel diari El País van afirmar que el sistema SITEL es va estrenar al febrer de 2004 en una operació antidroga a Galícia, quan era ministre de l'interior Ángel Acebes. Tanmateix, el PP afirma que el seu Govern no va usar SITEL, sinó que hauria entrat en funcionament al desembre de 2004.
El 2007, el Govern espanyol va concedir un contracte a l'empresa Fujitsu per 854.400 € per a gestionar el centre SITEL del Cos Nacional de Policia, ubicat en el Complex Policial de Canillas.
El novembre del 2009, tots els titulars de telèfons mòbils a l'Estat van ser obligats pel Govern espanyol a identificar-se. Es va taponar, així, la darrera escletxa que possibilitava els ciutadans poder esquivar SITEL.
Entre els sumaris de processos judicials que fan referència a l'ús de SITEL, hi ha els de l'operació policial contra Anonymous el 2011 i els del Cas Gürtel.

## Regulació jurídica
Les normes jurídiques que regulen actualment les interceptacions de comunicacions que realitza SITEL, són:
- Llei 32/2003 General de Telecomunicacions. En el Capítol III, article 33, estableix l'obligació dels operadors de realitzar les interceptacions que s'autoritzin legalment.
- Reglament de la Llei General de Telecomunicacions de 15 d'abril de 2005. (RF 424/2005). En el Capítol II, Títol 5è, estableix el procediment que cal seguir i les mesures que s'han d'adoptar per a la interceptació de comunicacions electròniques.
- Llei 25/2007 de conservació de dades de les comunicacions electròniques i de les xarxes públiques de comunicacions. En essència, incorpora el Capítol II del Reglament de la Llei i eleva el rang d'una part important del seu contingut.

Els operadors estan obligats a realitzar les interceptacions que s'autoritzin d'acord amb allò que estableix l'article 579 de la Llei d'Enjudiciament Criminal, a la Llei Orgànica 2/2002, de 6 de maig, Reguladora del Control Judicial Previe del Centre Nacional d'Intel·ligència i en altres normes amb rang de Llei Orgànica.

## Funcionament de SITEL
L'Estat espanyol ha estat aplicant una política d'ocultació i secretisme sobre el funcionament de SITEL des de l'inici de la seva creació, raó per la qual resulta difícil conèixer la mecànica exacta del programa.
Pel que se sap, SITEL funciona a diferents escales i és usat de manera conjunta amb altres sistemes d'espionatge, ja sigui mitjançant telefonia fixa, telefonia mòbil o internet. El programa disposa de dos centres de monitoratge, sales de monitoratge i terminals remots distribuïts. Centralitza la informació rebuda des dels mecanismes d'interceptació que els operadors de telefonia de l'Estat espanyol (TME, Amena, Vodafone i Telefónica) han incorporat a les seves xarxes. En la pràctica, el 'programari espia' forma part dels programes que fan funcionar les xarxes. Quan és activat, envia còpia de tota la informació rellevant a les sales i centres de monitoratge de les forces de seguretat a través de terminals remots. En aquests centres, la informació és controlada, seleccionada i enviada al jutjat corresponent, segons sembla mitjançant DVD enregistrats.
El programari de SITEL permet la interceptació i l'anàlisi de comunicacions digitals com ara trucades telefòniques de fixes i mòbils, missatges de text (SMS) i d'imatge, entre d'altres. A més de facilitar la interceptació de les comunicacions privades, SITEL proporciona una sèrie de dades, batejades en l'argot policial com "paquet d'informació associada a la comunicació", que inclouen la localització geogràfica dels interlocutors, el trànsit de trucades, els missatges SMS, els accessos a internet o la informació generada per la navegació a la xarxa. Els SMS enviats poden ser recuperats encara que les comunicacions hagin estat intervingudes posteriorment. Les converses telefòniques, en canvi, només poden ser enregistrades a partir del moment de la intervenció del programa. Una vegada localitzat l'aparell mòbil, també queda registrada la targeta SIM, encara que l'usuari canviï de telèfon.
El programari de SITEL aporta, en l'actualitat, la següent informació relativa a la intervenció telefònica:
- Data, hora i durada de les trucades.
- Identificador d'IMEI i número de mòbil afectat per la intervenció.
- Distribució de trucades per dia.
- Tipus d'informació continguda (SMS), carpeta d'àudio, etc.

En referència al contingut de la intervenció de la comunicació i a l'àmbit d'informació aportada pel sistema, es verifiquen els següents punts:
- Repetidor activat i mapa de situació d'aquest.
- Número de telèfon que efectua i emet la trucada o el contingut de la informació.
- Contingut de les carpetes d'àudio (trucades) i dels missatges de text.

No consta oficialment, però arran de certes sentències i altres documents públics que han anat sortint a la llum, s'ha pogut deduir que el sistema té també la capacitat d'interceptar comunicacions d'internet com ara correu electrònic, missatgeria instantània (MSN) i navegació web.

## Denúncies per il·legalitat i inconstitucionalitat
SITEL s'ha vist envoltat en polèmica i ha estat criticat i acusat d'il·legal i inconstitucional per alguns partits polítics, associacions i juristes.
El 2005, l'Associació d'Internautes, primera plataforma cívica de l'Estat espanyol
dedicada a la defensa dels drets i llibertats a la xarxa, va impugnar el Reglament de SITEL davant el Tribunal Suprem espanyol. La impugnació es basava en la transgressió del principi constitucional de reserva de llei, ja que el seu contingut afecta l'article 18 de la Constitució espanyola, que regula el dret a la intimitat. Les competències en aquest terreny són exclusives del Parlament que, a més a més, ha d'actuar a través d'una Llei Orgànica. La Sala del Contenciós Administratiu s'hi va pronunciar en la sentència de data 5 de febrer de 2008 resolent el recurs formulat per l'Associació d'Internautes contra el Reglament de la Llei General de Telecomunicacions, en la qual argumenta que qualsevol afectat pot recórrer al Tribunal Constitucional. En canvi, però, no va decidir plantejar una qüestió d'inconstitucionalitat. La sentència recull que el Reglament recorregut era insuficient, però que abans de dictar la sentència, el legislador ja havia aprovat la Llei 25/2007, incorporant una gran part del Reglament, amb la qual cosa havia quedat validada la norma objecte del recurs i aquesta adquiria rang de llei.
El 2006, l'aleshores tinent fiscal de la Fiscalia de Madrid, Pedro Martínez, va elevar una consulta al Fiscal General de l'Estat, Cándido Conde-Pumpido, en la qual advertia que la normativa vigent era insuficient per a protegir els drets civils dels ciudadans davant de sistemes d'interceptació de comunicacions com SITEL, assenyalava que l'ús d'aquest tipus d'eines suposava un atac frontal als articles 18 i 24 de la Constitució espanyola i un abandonament de l'Estat de Dret i proposava que es regulessin aquestes qüestions mitjançant una llei orgànica. No va rebre resposta.
El Partit Popular, el mateix que va encarregar el programa quan estava en el Govern, va afirmar que SITEL s'estava usant fora del control judicial per a fer tasques d'espionatge polític. A més d'això, va acusar el govern del PSOE de violar el dret a la privacitat dels ciutadans a causa de l'ús del programa. També va qüestionar que sigui un agent policial o d'intel·ligència qui seleccioni la informació que s'envia i es va mostrar desconfiançat sobre el que passa amb les dades descartades. Finalment, va al·legar que l'ús del sistema en si mateix és il·legal i inconstitucional, perquè vulnera el secret de les comunicacions i perquè el reglament està mancat de rang de llei orgànica. Va reconèixer que la construcció del programa es va encomanar quan el mateix partit estava en el poder, però va afirmar que no es va arribar a utilitzar perquè hi havia dubtes sobre la seva legalitat. El Govern del PSOE, per la seva part, va afirmar que SITEL és una eina legal que es fa servir només sota un estricte control judicial, garantit per les lleis i els reglaments pertinents. El 2011, el Partit Popular va entrar de nou en el govern, però fins ara (2012) no ha manifestat cap voluntat de suprimir SITEL.